# Kreuzstein von Killeen

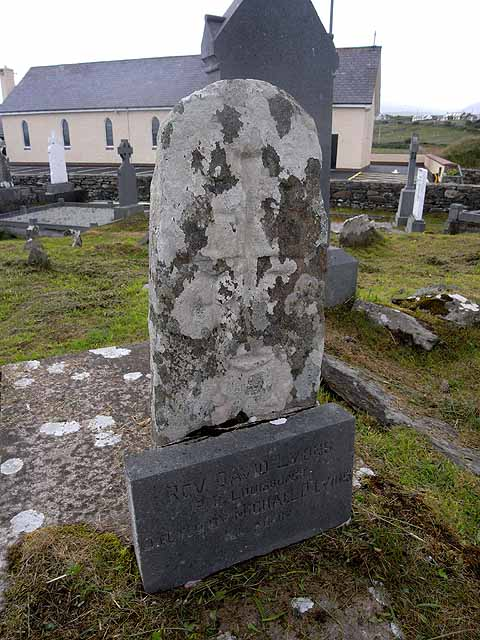
Kreuzstein von Killeen

Der Kreuzstein von Killeen (benannt nach dem gleichnamigen Townland, irisch Na Cillíní, aber auch Baile Mhic Íre Cross Slab genannt) ist ein Kreuzstein im Killeen benachbarten Townland Ballymakeery (Baile Mhic Íre) östlich von Baile Bhuirne im County Cork in Irland. Er befindet sich in einem kleinen runden Steingehege und ist vom Ballymakeery Post Office aus zugänglich. Ein schief stehender Menhir befindet sich auf demselben Friedhof.

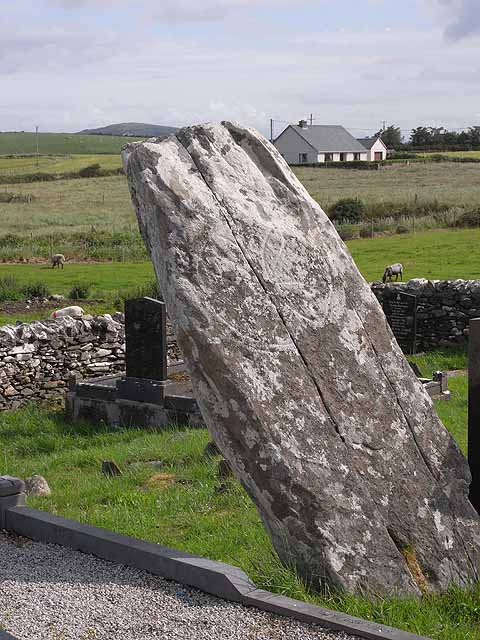
Menhir von Killeen

Der kleine Menhir (englisch Standing stone) ist auf den beiden flachen Breitseiten mit geometrischen Kreuzen verziert. Es ist ungewöhnlich, auf beiden Seiten Ritzungen zu platzieren, und oberhalb eines Kreuzes ist eine kleine schwer zu erkennende Ritzung. Der Stil datiert ihn in die frühchristliche Periode, wahrscheinlich ins 5. bis 8. Jahrhundert.
Der Zweck seiner Platzierung in diesem Bereich des Landes ist unbekannt. Der Menhir steht an der gleichen mittelalterlichen Straße wie die jenseits des Sullane River und der Straße N22 gelegenen, etwa einen Kilometer entfernten Menhire von Ballymakeery Bridge und die Oghamsteine von Shanacloon.
In der Nähe liegen die Steinkreise von Gortanacra und Gortnatubbrid.